# Çanakkale
Çanakkale (pron: [ʧaˈnakːale]) è una città della Turchia situata sulla sponda asiatica dello stretto dei Dardanelli. La città è il centro dell'omonima provincia e dell'omonimo distretto ed è dotata di un importante porto attraverso cui si svolgono le comunicazioni tra le due sponde dei Dardanelli.

## Nome
In epoca greca la città si chiamava Dardanus dal nome del dio Dardano, considerato il capostipite della dinastia troiana. L'Impero bizantino aveva in origine assegnato il nome Dardanellia (Δαρδανέλλια), da cui deriva appunto il nome dello stretto su cui Çanakkale si affaccia, alla città. Questo fu modificato durante il periodo dell'Impero ottomano: Çanakkale era una fortezza chiamata Kale-i Sultaniye o Sultaniye kalesi (Fortezza del Sultano). 
Più avanti, quando diventò conosciuta per le sue meraviglie artistiche nel campo della ceramica, Çanakkale venne denominata Çanak kalesi (Fortezza delle Pentole) o, più semplicemente, Çanakkale.

## Storia
I primi abitanti della zona vissero sulla penisola della Biga nell'ultimo Calcolitico, circa 6.000 anni fa. Tuttavia, si sa molto poco della loro identità e del loro stile di vita.
I greci eoli si stabilirono qui nell'VIII secolo a.C. e fondarono rapidamente colonie commerciali. La regione passò sotto il controllo dei Lidi nel VII secolo a.C. e dei Persiani nel VI secolo a.C.. Eoli passò sotto il controllo dell'esercito macedone dopo che Alessandro Magno sconfisse i Persiani lungo il fiume Granico nella Battaglia del Granico, mentre si dirigeva verso l'Asia nel 334 a.C.. Nel II secolo a.C. la regione passò sotto il governo del Regno di Pergamo. La parte occidentale della penisola di Biga, dove si trova l'antica Troia, era chiamata Troas (Τρῳάς, la Troade). L'importante insediamento di Alessandria Troas era un importante porto franco e centro commerciale in epoca romana. Nel II secolo d.C., la regione fu attaccata dai Goti provenienti dalla Tracia. Durante il VII e l'VIII secolo, gli arabi che speravano di attaccare Costantinopoli passarono più volte attraverso lo stretto e arrivarono fino a Sesto.
All'inizio del XIV secolo i Karasidi sotto Demirhan Bey controllavano il lato anatolico dello stretto. Gli Ottomani ottennero il controllo di Gallipoli per la prima volta nel 1367. Nel 1462 Maometto II fece costruire la fortezza di Kale-I Sultaniye sul sito oggi occupato da Çanakkale, il cui nome deriva dal fatto che uno dei figli del Sultano aveva collaborato alla sua costruzione. Kale-I Sultaniye fu costruita nel punto più stretto dei Dardanelli e, insieme al forte di Kilitbahir sul lato opposto, fu efficace nel controllare il traffico attraverso lo stretto. I due forti furono rapidamente soprannominati "I Castelli" e a nord-est di Kale-I Sultaniye si sviluppò una città.
Nel 1915, durante la prima guerra mondiale, Çanakkale fu teatro dell'omonima battaglia, che vide schierati, da un lato l'Impero Britannico e la Francia e dall'altro l'Impero ottomano, appoggiato dalla Germania. La Marina Reale britannica cercava di forzare la resistenza ottomana, conquistare Costantinopoli e aprire un passaggio nei Dardanelli per raggiungere il Mar Nero. Tuttavia la battaglia culminò con una pesante sconfitta per i britannici che persero numerose navi da guerra (HMS Triumph, HMS Ocean, HMS Goliath, HMS Irresistible) e dovettero battere in ritirata.
L'eroica resistenza ottomana fu guidata sulla terraferma dal giovane comandante Mustafa Kemal Atatürk, all'epoca tenente colonnello di 34 anni. 
La vittoria di Çanakkale è considerata come uno degli eventi sui quali si basa la nascita della nuova nazione turca, celebrata anche in una nota ballata popolare.

## Curiosità

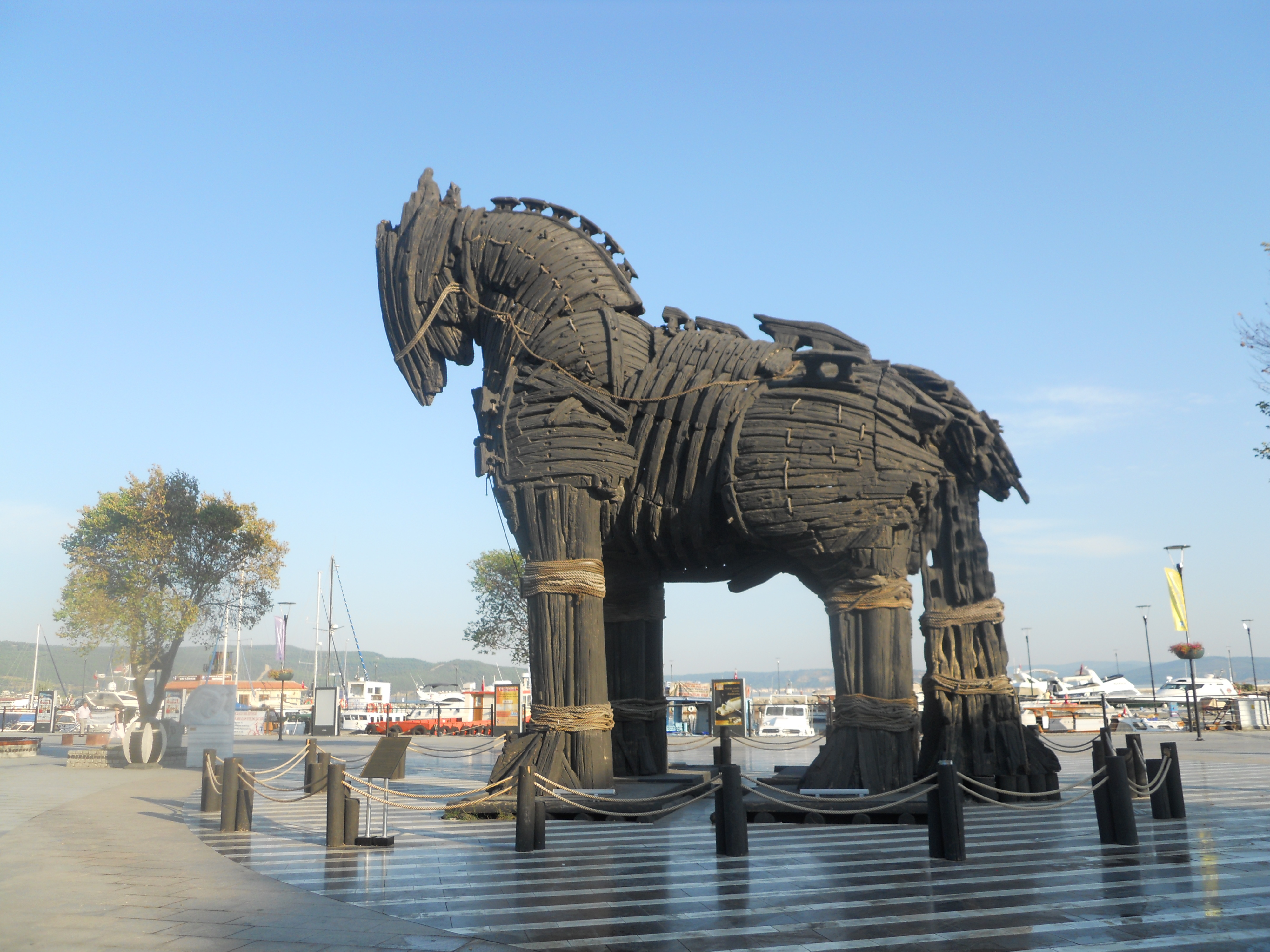
Modello del Cavallo di Troia sul lungomare

Sul lungomare della città è presente come attrazione turistica il modello in legno usato nelle riprese del film "Troy", del 2004 e diretto da Wolfgang Petersen, con Brad Pitt come protagonista, essendo questo l'insediamento abitativo moderno più vicino ai resti archeologici dell'antica città di Troia.

## Amministrazione

### Gemellaggi
- Pomezia
- Osnabrück